# Championnat du Maroc de football 2024-2025
Navigation
Édition précédente Édition suivante
La saison 2024-2025 de la Botola Pro1 Inwi est la 109e édition du championnat du Maroc de football et la 5e sous l'appellation Botola Pro1 Inwi. Il s'agit de la 14e édition du championnat sous l'ère professionnelle. La saison commence le 30 août 2024 et s'achève en juin 2025.

## Participations
| \| RS Berkane AS FAR FUS Rabat Wydad AC Raja CA · \| Localisation des clubs engagés dans le championnat. |
| RS Berkane AS FAR FUS Rabat Wydad AC Raja CA ·                                                           |

## Compétitions

### Classement
| Rang | Équipe                                              | Pts | J  | G  | N  | P  | Bp | Bc | Diff |
| ---- | --------------------------------------------------- | --- | -- | -- | -- | -- | -- | -- | ---- |
| 1    | RS Berkane                                          | 70  | 30 | 21 | 7  | 2  | 49 | 14 | +35  |
| 2    | AS FAR                                              | 57  | 30 | 16 | 9  | 5  | 48 | 24 | +24  |
| 3    | Wydad AC                                            | 54  | 30 | 14 | 12 | 4  | 45 | 27 | +18  |
| 4    | FUS Rabat                                           | 53  | 30 | 15 | 8  | 7  | 53 | 26 | +27  |
| 5    | Raja CA T                                           | 48  | 30 | 12 | 12 | 6  | 38 | 25 | +13  |
| 6    | RCA Zemamra                                         | 47  | 30 | 14 | 5  | 11 | 34 | 29 | +5   |
| 7    | OC Safi{{Vainqueur de la Coupe du Trône 2024-2025}} | 46  | 30 | 12 | 10 | 8  | 37 | 33 | +4   |
| 8    | MAS Fès                                             | 46  | 30 | 12 | 10 | 8  | 34 | 29 | +5   |
| 9    | Difaa El Jadida P                                   | 42  | 30 | 11 | 9  | 10 | 36 | 42 | -6   |
| 10   | IR Tanger                                           | 37  | 30 | 9  | 10 | 11 | 35 | 37 | -2   |
| 11   | CO Meknès P                                         | 36  | 30 | 9  | 9  | 12 | 27 | 44 | -17  |
| 12   | US Touarga                                          | 35  | 30 | 8  | 11 | 11 | 29 | 34 | -5   |
| 13   | HUS Agadir                                          | 29  | 30 | 8  | 5  | 17 | 31 | 38 | -7   |
| 14   | JS Soualem                                          | 25  | 30 | 6  | 7  | 17 | 21 | 42 | -21  |
| 15   | MA Tétouan                                          | 23  | 30 | 5  | 8  | 17 | 25 | 40 | -15  |
| 16   | SCC Mohammédia                                      | 4   | 30 | 0  | 4  | 26 | 13 | 71 | -58  |

Qualifications africaines
- Ligue des champions 2025-2026
- Coupe de la confédération 2025-2026

Relégation
- Relégation en Botola 2 2025-2026

Abréviations
- T : Tenant du titre
- P : Promu de Botola 2 2023-2024
- C : Vainqueur de la Coupe du Trône 2024-2025

## Parcours en coupe d'Afrique
| Club               | Compétition               | Résultat         | Ultime(s) adversaire(s)                   |  |
| ------------------ | ------------------------- | ---------------- | ----------------------------------------- |  |
| Raja Club Athletic | Ligue des champions       | Phase de groupes | Mamelodi Sundowns AS Maniema Union AS FAR |  |
| AS FAR             | Ligue des champions       | Quarts de finale |                                           |  |
| RS Berkane         | Coupe de la confédération | Champions        |                                           |  |